# Krijn Buitendijk
Krijn Buitendijk (Vlaardingen, 28 november 1921 - Vlaardingen, 3 januari 1998) was een Nederlandse geheim agent tijdens de Tweede Wereldoorlog.

## Oorlogsjaren
In de nacht van 28 augustus 1944 vertrok de viermotorige Halifax  MkV MA-W LL388 van het 161 Special Duties Squadron om 21:56 uur van vliegveld Tempsford, de thuishaven van twee Special Duties Squadrons: 138 Squadron en 161 Squadron. De bemanning bestond uit zeven Engelsen, w.o. Flt/Lt P Green, Sgt N. Huntley  en navigator Norman Frances Slade. Verder waren er drie Nederlandse agenten aan boord, die in opdracht van Bureau Bijzondere Opdrachten op droppingszone Hendrik in de buurt van Deurne gedropt zouden worden om het verzet te ondersteunen: Krijn Buitendijk, Jacky van der Meer (1922-1987) en marconist Gerrit Kroon (1909-1945). Ook zouden een aantal containers afgeworpen worden. Buitendijk was sabotage-instructeur.
Zo ver kwam het niet. Afweergeschut schoot het vliegtuig in brand, waarna er een crash-landing in de Henriëttewaard werd gemaakt. Norman Slade en bommenrichter F/O Arnold Keith Michael Dean verloren het leven en werden in Engelen begraven. Huntley werd in een ziekenhuis opgenomen, Green en F/O C Carter overleefden hun gevangenschap in Stalag Luft I bij Barth. Gerrit Kroon raakte zwaar gewond en werd gearresteerd, Buitendijk en Van der Meer ontsnapten.

## Na de oorlog
Toen de oorlog voorbij was, huwde Krijn Buitendijk op 30 maart 1949 in Vlaardingen Wilhelmina Cornelia Mostert (1928-2004) en enige tijd daarna emigreerde het echtpaar Buitendijk naar Australië. Maar in 1974 kwam Krijn Buitendijk terug naar Nederland. Daarna woonde hij een paar jaar in Vlaardingen. Hij overleed daar op 3 januari 1998 en is op 7 januari begraven op begraafplaats Holy in de Vlaardingse wijk Holy-Noord.